# Pivovar Litoměřice
Pivovar Litoměřice byl pivovar v Litoměřicích založen roku 1720 a uzavřen 30. listopadu 2002. Pivovar byl znám především svým světlým ležákem Kalich.

## Historie
V Litoměřicích se pivo vařilo již od 13. století, kdy město vzniklo. Vznik Pivovaru Litoměřice se pokládá do roku 1720, kdy skupina měšťanů získala várečné právo a postavilo si první budovu pivovaru. Zcela dostavěn byl v roce 1739. Již roku 1765 byl pivovar přestavěn. Pivovar se jmenoval Bürgerliches Brauhaus, tedy „Měšťanský pivovar“. V roce 1831 pivovar získal monopol na prodej piva ve městě. Roku 1869 byl provoz modernizován na parní. V roce 1892 si pivovar pořídil nové sklepy a chladicí železniční vagón, v němž se litoměřické pivo vyváželo do Evropy, ale i Ameriky. V roce 1900 získal pivovar v Paříži nejvyšší ocenění. Před první světovou válkou měl pivovar v severních Čechách mnoho filiálek. Piva se jmenovala například „Dominátor“, „Josefův var“ nebo „Schalkovo dvojsladké“.
Pivovar byl v roce 1948 znárodněn. Až do roku 1990 byl postupně součástí několika národních podniků, než se stal státním podnikem. Záměrem státu bylo pivovar privatizovat, což se dlouho nedařilo. V roce 1995 pivovar získala firma Měšťanský pivovar Kalich, a.s, která ale brzy zkrachovala. Pivovar byl tedy prodáván podruhé. V květnu 1996 jediný vlastník Fond národního majetku založil společnost Korunní pivovar, s.r.o., kterou na konci roku různí drobní společníci. Od dubna 1998 byla jediným vlastníkem firma Pekařství a.s.
Výstav ale v tvrdém konkurenčním boji neustále klesal (v roce 1992 140 000 hl, v roce 2001 už jen 30 000 hl). V těžké ekonomické situaci proto pivovar 30. listopadu 2002 po 282 letech výrobu piva zastavil.

## Druhy piv
Před uzavřením produkoval šest různých piv: 
- Chasník (světlé výčepní; alkohol 3,3 %)
- Kurýr (světlé výčepní; 3,8 %)
- Kalich (světlý ležák; 4,6 %)
- Fořt (světlý ležák; 5,0 %)
- Baronka (světlý speciální ležák; 5,4 %)
- Konšel (světlý speciální ležák, 5,9 %)

Všechna piva se plnila jak do půllitrových lahví, tak do sudů. Výjimkou byl jen Chasník, který byl prodáván jen v lahvích. Konšel byl vyráběn jen sezónně.